# Guardare giù
Guardare giù è un singolo della cantante italiana Noemi, pubblicato il 12 novembre 2021.

## Descrizione
Il brano, scritto e composto da Alessandro La Cava, è stato descritto da Noemi:
Il brano presenta l'intervento dell'orchestra veneta Gaga Symphony Orchestr.

## Accoglienza
All Music Italia ha descritto il brano come il racconto di «una donna alle prese con le incertezze della relazione che sta vivendo. Ma è una donna consapevole che guarda in faccia i problemi, abbastanza lucida e sicura di sé per sapere cosa sta rischiando», riscontrando «la voce della cantante protagonista assoluta e procede sicura tra saliscendi di grande intensità che donano ancora più forza all’interpretazione».

## Tracce
Testi e musiche di Alessandro La Cava.
1. Guardare giù – 2:49

## Classifiche
| Classifica (2021)         | Posizione massima |
| ------------------------- | ----------------- |
| Italia (airplay italiana) | 12                |